# E'ñepa
L'e'ñepa (terme autonyme, la langue étant plus connue sous le nom de panaré) est une langue caribe parlée par quelques milliers de personnes dans la région de l'Orénoque au Venezuela.

## Typologie
Le panaré est reconnu, dès 1974, comme le premier exemple de langue présentant l'ordre OVS (Objet-Verbe-Sujet) que certains chercheurs pensaient impossible parce qu'il n'avait jamais encore été relevé dans aucune langue connue :
| piʔ                    | kokampəʔ | unkɨ? |
| enfant                 | laver    | femme |
| la femme lave l’enfant |          |       |

| unkɨʔ                  | kokampəʔ | piʔ    |
| femme                  | laver    | enfant |
| l’enfant lave la femme |          |        |